# 29e régiment de tirailleurs algériens
Le 29e Régiment de Tirailleurs Algériens était un régiment d'infanterie appartenant à l'Armée d'Afrique qui dépendait de l'armée de terre française.

## Création et différentes dénominations
- 1915: Création du  9e Régiment de Marche de Tirailleurs
- 1919: Renommé 29e Régiment de Marche de Tirailleurs
- 1920: Renommé 29e Régiment de Tirailleurs algériens
- 1925: Dissolution
- 1939: Reconstitution du 29e Régiment de Tirailleurs Algériens
- 1946: Dissolution
- 1951: Reconstitué en 29e Bataillon de Tirailleurs Algériens
- 1958: Transformé en 29e Régiment de Tirailleurs
- 1962: Dissolution

## Chefs de corps
Campagnes de 1914-1918:
- Lieutenant-Colonel Vuillemin.
- Lieutenant-Colonel Dericoin.
- Lieutenant-Colonel Altmeyer.
- Lieutenant-Colonel Clavery.
- 1919 : Lieutenant-Colonel Grasset.

## Les opérations d'avant-guerre
en 1913 il sera au Maroc avec le 1er et 2e bataillons. En juin 1914 le 2e bataillon rentre en Algérie, il formera le 3e bataillon. Le 1er bataillon sous les ordres du Commandant Dubuisson va se battre en France.

## Historique des garnisons, campagnes et batailles du29eTirailleurs Algériens

### Première Guerre mondiale
Ses deux bataillons composent le 22 août 1914 le Régiment de Marche des 1er et 9e Tirailleurs de la 38e D.I., 75e brigade, il est rattaché au 3e Corps d'Armée. Sous les ordres du Lieutenant-Colonel Vuillemin. le régiment appelé aussi Régiment de Marche du 1er Tirailleurs.

Il est composé:
- Du 1er Bataillon du 1er Tirailleurs.
- Du 2e Bataillon du 9e Tirailleurs.
- Du 3e Bataillon du 9e Tirailleurs.

Le 14 décembre 1914, le régiment prend le nom de 3e Régiment de Marche de Tirailleurs. Le 17 janvier 1915, la 75e Brigade quitte la division pour la 25e D.I. Le 26 mars 1915, le 1er bataillon du 1er Tirailleur passe au 1er régiment de marche de Tirailleurs à la 45e D.I.. Le 30 mars 1915 il est remplacé par le 1er bataillon du 9e Tirailleurs qui vient du 2e Régiment mixte Zouaves et Tirailleurs. Le régiment prend alors le nom de 9e Régiment de Marche de Tirailleurs. Il passe ensuite à la 48e D.I. en décembre 1916 puis à la 25e D.I. en septembre 1918.

Il repart au Maroc le 1er avril 1919 et devient le 29e Régiment de Marche de Tirailleurs.

#### 1914
Charleroi, Chartrès-lès-Walcourt, Binche, Châtelet, l'Aisne, La Marne le 26 septembre 1914 le régiment part en Belgique. L'Yser, le 31 décembre 1914 il quitte la Belgique

#### 1915
Sur l'Aisne, Champagne (mars 1915), Montdidier, région de Popincourt.

#### 1916
Il prend pare à la bataille de Verdun (mars 1916) Béthincourt, Cumières, Mort-Homme, cote 295, Bois des caurettes, cote 195, Ensuite la Somme (octobre à novembre 1916)

#### 1917
La Lorraine (hiver 1916-1917)

#### 1918
Deuxième séjour à Verdun (août 1917-janvier 1918) Les Vosges (jusqu'au 10 juin 1918) sur la Matz, forêt de Retz, Villers - Hélon, Sur l'Aillette (août-septembre 1918). En champagne (septembre-octobre 1918). Le 11 novembre 1918, en avril 1919 le Lieutenant-Colonel Clavery est remplacé par le Lieutenant-Colonel Grasset, le mois de février il fait partir du corps d'occupation du Maroc, le 29 juillet 1919 son drapeau reçoit le Mérite Militaire Chérifien. Pendant la guerre de 1914-1918 son drapeau reçoit deux citations à l'ordre de l'armée puis deux à l'ordre du corps d'armée.

### Entre-deux-guerres
Le 31 décembre 1920 il devient 29e Régiment de Tirailleurs algériens, il sera dissous en 1925.

### Seconde Guerre mondiale
Reformé à Fez le 6 septembre 1939, le 29e RTA est l'ancienne demi-brigade de tirailleurs algériens du Maroc, avec les 4e bataillons des 2, 3 et 9e RTA[réf. nécessaire] pour la 86e DIA destinée au Levant. 
Débarqué en septembre 1939 au Levant avec la 86e DIA, le 29e RTA n'est pas engagé dans des combats. Il est complété après l'armistice de juin 1940 par le IVe bataillon du 6e RTA, dissous à Alep. Stationné dans la région de Tripoli, il rejoint Merdjayoun en mai 1941 et combat contre les Alliés lors de la campagne du Liban et de Syrie. Le Ier bataillon contre-attaque sans succès le septembre 1940 contre la 21e brigade d'infanterie australienne qui assiège à Quasmié (au nord de Tyr) le IIIe bataillon du 22e RTA. Le I/29e se replie et rejoint le 13 le nord de Saïda, avant d'être dirigé sur Damas.
En janvier 1943 il rejoint la 1re Division de Marche du Maroc, qui appartient au XIXe corps d'armée engagé en Tunisie. Ce corps compte également la division de marche de Constantine, la brigade légère mécanique, la division de marche d'Alger, la division de marche d'Oran ainsi que le Corps franc d'Afrique.

### Depuis 1945

#### Guerre d'Algérie
En 1958 il devient 29e Régiment de Tirailleurs, le "A" disparaissant.
Au cessez-le-feu du 19 mars 1962 en Algérie, le 29°R.T créé comme 91 autres régiments, les 114 unités de la Force Locale.(Accords d'Evian du 18 mars 1962) Le 29°R.T forme une unité de la Force locale de l'ordre Algérienne, la 503°UFL-UFO composés de 10 % de militaires métropolitains et de 90 % de militaires musulmans, qui pendant la période transitoire devaient être au service de l'exécutif provisoire algérien, jusqu'à l'indépendance de l'Algérie.
Le colonel de Clarens prend le commandement du régiment le 17 avril 1962.
Le 29° R.T.A sera dissous en 1962.

## Inscriptions portées sur le drapeau du régiment
Il porte, cousues en lettres d'or dans ses plis, les inscriptions suivantes :
- Soissonnais 1918
- Somme-Py 1918

## Décorations
Sa cravate est décorée de la Croix de guerre 1914-1918 avec deux palmes puis deux étoiles de vermeil, ainsi que du Mérite Chérifien.
Il a le droit au port de la fourragère aux couleurs du ruban de la Croix de guerre 1914-1918.

## Insigne du29eTirailleurs Algériens
Les insignes du 29e R.T.A.

## Sources et bibliographie
- Anthony Clayton, Histoire de l'Armée française en Afrique. 1830-1962, éd. Albin Michel, Paris, 1994
- Robert Huré, L'Armée d'Afrique : 1830-1962, éd. Charles-Lavauzelle, Paris, 1977